# Исламабад (Демавенд)
Исламабад (перс. اسلام‌آباد‎) — село на севере Ирана, в остане Тегеран. Входит в состав шахрестана Демавенд. Является частью дехестана (сельского округа) Терруд бахша Меркези.

## География
Село находится в восточной части остана, к югу от автодороги 79, на расстоянии приблизительно 3 километров (по прямой) к юго-востоку от города Демавенд, административного центра шахрестана. Абсолютная высота — 1953 метра над уровнем моря.

## Население
По данным переписи 2006 года население села составляло 457 человек (238 мужчин и 219 женщин). В Исламабаде насчитывалось 114 домохозяйств. Уровень грамотности населения составлял 63 %. Уровень грамотности среди мужчин составлял 64,7 %, среди женщин — 61,2 %.
В 2016 году в селе имелось 245 домохозяйств и проживало 899 человек (471 мужчина и 428 женщин).